# 横原千史
横原 千史（よこはら せんし、1958年 - ）は、日本の音楽評論家、音楽学者。西洋音楽史、ベートーヴェンを研究。

## 経歴
静岡県浜松市生まれ。静岡県立浜松南高等学校卒業。名古屋大学理学部物理学科卒業。大阪教育大学大学院教育学研究科修士課程修了（音楽学）。大阪大学大学院文学研究科博士課程満期退学（音楽学）。ハイデルベルク大学留学（文部省留学生）。大阪音楽大学、京都市立芸術大学（大学院）、四天王寺国際仏教大学、帝塚山学院大学、中国短期大学、兵庫県立大学、神戸学院大学、神戸シルバーカレッジ、NHK文化センター、毎日文化センターの講師を歴任。『レコード芸術』『音楽現代』『ムジカノーヴァ』『ショパン』『グランド・オペラ』『音楽の友』『京都新聞』『神戸新聞』『日本経済新聞』『関西音楽新聞』,『ぶらあぼ』などに批評・エッセイを執筆。CDライナーノーツ、演奏会プログラム解説多数。
文化庁芸術祭、大阪文化祭、兵庫県民文化賞、日本室内楽振興財団などの審査員。音楽クリティッククラブ、音楽ペンクラブ、音楽学会、美学会、ワーグナー協会、アルバン・ベルク協会などの会員。関西ベートーヴェン協会顧問、関西音楽人クラブ理事。

## 著書
- 『ベートーヴェン ピアノ・ソナタ全作品解説』アルテスパブリッシング 叢書ビブリオムジカ 2013
- 『音と言葉』音楽之友社1993、共著
- 『ブルックナー・マーラー事典』東京書籍1993、共著
- 『鳴り響く思想　現代のベートーヴェン像』東京書籍1994、共著
- 『ピアノ学習者のための初めてのベートーヴェン』ムジカノーヴァ1995、共著
- 『ベートーヴェン事典』東京書籍1999、共著
- 『モーツァルト名盤大全』音楽之友社2006、共著
- 『究極のオーケストラ超名曲徹底解剖66』音楽之友社2010、共著
- 『ベートーヴェン　不滅の音楽をめぐる音楽家たちの挑戦』音楽之友社2012、共著
- 『クラシック不滅の名盤1000』音楽之友社2018、共著
- 『ピアノ＆ピアニスト』音楽之友社2018、共著

翻訳
- 『ベートーヴェン大事典』バリー・クーパー原著監修 平野昭,西原稔共訳（平凡社、1997年